# کریستین گیتشام
کریستین گیتشام (انگلیسی: Christian Gitsham؛ ۱۵ اکتبر ۱۸۸۸ – ۱۶ ژوئن ۱۹۵۶ (aged 67)) ورزشکار دو و میدانی اهل آفریقای جنوبی بود.
وی در مسابقات کشوری و بین‌المللی در مجموع برندهٔ ۱ مدال نقره شده‌است.